# Arthur Looss
Arthur Looss (* 16. März 1861 in Chemnitz; † 4. Mai 1923 in Gießen) war ein deutscher Zoologe und Hochschulprofessor.

## Leben
Looss studierte Naturwissenschaften an der Universität Leipzig, besonders unter Rudolf Leuckart. Dort habilitierte er sich 1889 in Zoologie, war hernach als Dozent tätig und wurde 1896 zum außerordentlichen Professor ernannt. Er wechselte im selben Jahr jedoch an die School of Medicine in Kairo, wo er bis zum Kriegsausbruch lehrte und forschte. Er leistete seinen Militärdienst im Infanterie-Regiment „Kronprinz“ (5. Königlich Sächsisches) Nr. 104 ab und wurde am 19. Juni 1900 als Oberleutnant der Reserve entlassen. 1922 wurde er ordentlicher Honorarprofessor in Gießen. Seit seinem Studium (Sommer 1880) war er Mitglied der Leipziger Universitäts-Sängerschaft zu St. Pauli (heute Deutsche Sängerschaft).

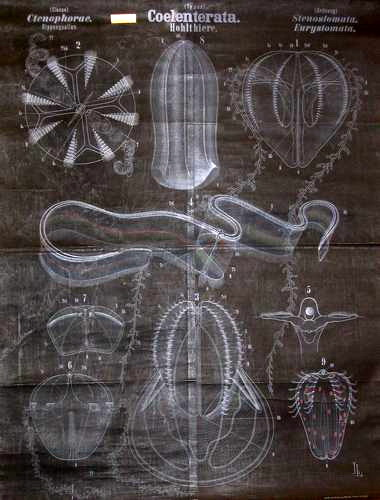
Illustration zu Ctenophora aus einer Reihe von 101 Tafeln über Invertebrata

Sein wissenschaftliches Hauptwerk ist die zweibändige Monografie über die Ankylostomen (Hakenwürmer): „Es wird für alle Zeiten ein Standardwerk allerersten Ranges bleiben“, heißt es in einem 1932 erschienenen Ärztelexikon.

## Werke
- Ueber Degenerations-Erscheinungen im Tierreich besonders über die Reduction des Froschlarvenschwanzes und die im Verlaufe derselben auftretenden histolytischen Processe, Leipzig 1889
- Schmarotzertum in der Tierwelt, Leipzig 1892
- Die Distomen unserer Fische und Frösche. Neue Untersuchungen über Bau und Entwicklung des Distomenkörpers, Stuttgart 1894
- The anatomy and life history of Anchylostoma duodenale Dub., 2 Bände, 1905/1911